# 蒙泰居拉布里塞特
蒙泰居拉布里塞特（法語：Montaigu-la-Brisette，法語發音：[mɔ̃tɛɡy la bʁizɛt]）是法国芒什省的一个市镇，属于瑟堡区。

## 地理
蒙泰居拉布里塞特（49°33'54"N, 1°25'11"W）面积14.71 平方千米，位于法国诺曼底大区芒什省，该省份为法国西北部沿海省份，西、北、东北三面环大西洋，东起顺时针与卡爾瓦多斯省、奧恩省、马耶讷省和伊勒-维莱讷省接壤。
与蒙泰居拉布里塞特接壤的市镇（或旧市镇、城区）包括：特尔泰维尔博卡日、奥克特维尔-拉沃内勒、圣日耳曼-德图尔讷比、索斯梅尼勒、塔梅尔维尔、维德科维尔、戈讷维尔-勒泰伊。

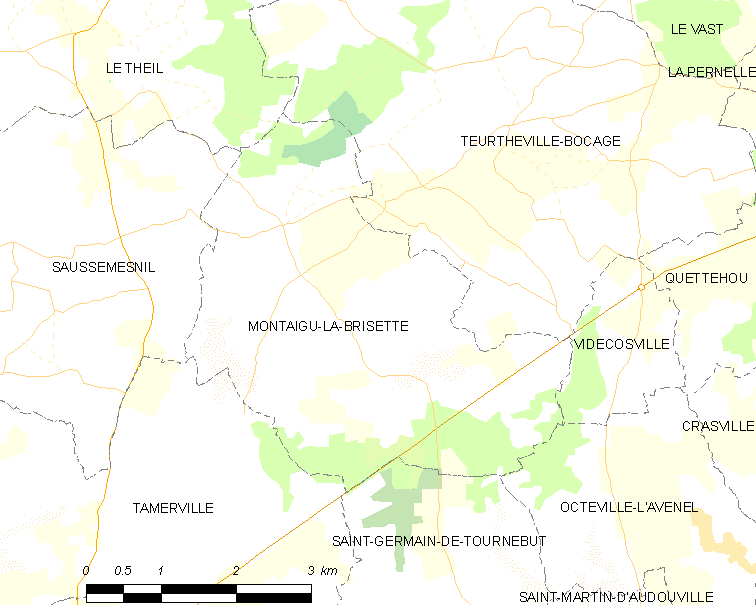
蒙泰居拉布里塞特的OSM定位图

蒙泰居拉布里塞特的时区为UTC+01:00、UTC+02:00（夏令时）。

## 行政
蒙泰居拉布里塞特的邮政编码为50700，INSEE市镇编码为50335。

## 政治
蒙泰居拉布里塞特所属的省级选区为瓦洛涅县。

## 人口

1962-2008年间蒙泰居拉布里塞特人口变化图示

蒙泰居拉布里塞特于2022年1月1日时的人口数量为499人。